# John Fernandes
John Fernandes, född 7 mars 1936 i Udyavara i södra Indien, död 3 juli 2021 i Mangaluru, var en romersk-katolsk indisk teolog, stiftspräst och professor för institutionen för kristen teologi på universitetet i Mangaluru, professor emeritus sedan 2011. 
Fernandes studerade filosofi och teologi i Pune i Indien och i Innsbruck i Österrike, och prästvigdes 1963. Han doktorerade i Trier i Tyskland med en avhandling om hinduistiska och kristna initationsriter, Initiation Rites of Hinduism and the Liturgy of Christian Initiation.
På gräsrotsnivå har han arbetat med social rättvisa, miljöskydd samt kontakt, kommunikation och samarbete mellan olika religioner. Bland hans initiativ finns Catholic Priests' Conference of India, ett forum för stiftspräster som inte ligger under biskoparnas översyn, och organisationen Dharma Samanvaya ("religiös jämlikhet") som för samman människor från olika religioner i arbete för harmoni. Dharma Samanvaya har hjälpt till att återställa lugnet efter oroligheter mellan hinduer och muslimer, och har grupper i skolor och på universitet som arbetar för förståelse och respekt mellan människor från olika religioner.
Fernanes skriver på konkani, kannada och engelska. Bland de böcker han medverkat i finns en engelsk-konkanisk teologisk ordbok. 2007 mottog Fernandes årets Herbert Haag-pris.